# Naturfotograferna
Naturfotograferna /N är en förening som bildades 1966 som en motreaktion mot att det från början av 1960-talet blivit allt vanligare med diverse plagiat, arrangemang och annat fusk inom naturfotogenren som publicerades i tidningar och böcker. Föreningen antog redan från början etiska regler som innebär krav på äkthet i naturskildringarna och att störningar och skador i naturen ska undvikas. 
Naturfotograferna (N) i Sverige är en exklusiv organisation för naturfotografer som sätter höga krav på medlemmarnas kvalitet och engagemang. För att bli medlem krävs att man skickar in en ansökan och en portfölj av fotografier som bedöms av föreningen.
Föreningen hade vid starten 21 medlemmar och har idag (november 2009) vuxit till 109 medlemmar.
I Norge, Finland, Danmark och Tyskland har liknande föreningar bildats efter samma modell.
Bland medlemmarna finns: 

- Mats Andersson
- Henrik Ekman
- Magnus Elander
- Anders Geidemark
- Claes Grundsten
- Tore Hagman
- Felix Heintzenberg
- Mattias Klum
- Jan-Peter Lahall
- Roine Magnusson
- Jan Pedersen
- Johan Siggesson
- Tom Svensson
- Staffan Widstrand
- Brutus Östling